# Antonio Argüelles
Antonio Argüelles (* 15. April 1959, Cuernavaca, Morelos, Mexiko) ein mexikanischer Geschäftsmann, Moderator, Schriftsteller und Freiwasserschwimmer.

## Leben
Argüelles hat in Stanford studiert. Er gründete 1989 die Federación Mexicana de Triatlón (mexikanischen Triathlonverband). Er hat mehrere Bücher über öffentliche Verwaltung und technologische Bildung geschrieben. Gemeinsam mit Nora Toledano schrieb er das Buch A cada brazada: el azul intermable („Mit jedem Armzug: das endlose Blau“), das 2003 veröffentlicht wurde. Argüelles ist der erste Mensch, der die doppelte Triple Crown im Schwimmen erlangte und der erste Mexikaner und die vierte Person, die den Santa Catalina Kanal im Winter durchquert hat. Außerdem war der erste Mexikaner der die Ocean’s Seven durchschwamm.

## Schwimmstrecken
- 20 Bridges Swim (Manhattan Island Swim) 1997: 7:56:16 h
- Santa Catalina Kanal 1999: 12:25:43 h
- Key West-Umrundung 1999: 4:34:05 h
- Ärmelkanal (Kanalschwimmen) 1999: 18:19:00 h
- Santa Catalina Kanal 1999: 13:10:25 h
- 20 Bridges Swim 2009: 8:21:11 h
- Ärmelkanal 2009: 12:54 h
- Santa Catalina Kanal 1999: 10:25:12 h
- Straße von Gibraltar (Gibraltar-Schwimmen) 2015: 4:23 h[6]
- Tsugaru-Straße 2015: 12:38 h[7]
- Santa Catalina Kanal 2017: 14:27 h[8]
- Cookstraße 2017: 11:22 h[9]
- Nordkanal (Schottland-Irland) 2017: 13:32 h
- Doppelte Strecke Santa Catalina Kanal 2019: 24:17 h
- Ärmelkanal 2021: 12:58 h[10]
- Doppelter 20 Bridges Swim 2022: 19:50 h[11][12]

## Auszeichnungen
- Triple Crown of Open Water Swimming 1999, 2009 und 2022. Als erster Mensch hat er diese Meisterschaft zwei[3] und drei Mal geschwommen.[12]
- Premio Nacional del Deporte (Nationaler Sportpreis Mexikos) 2009 für die Förderung, den Schutz und die Unterstützung des Sports.[13]
- International Marathon Swimming Hall of Fame im Jahr 2015.[14]
- World Open Water Swimming Association (WOWSA): „Mann des Jahres“ 2015.[15]
- Ocean’s Seven 2017.[5]
- Laut Guinnessbuch der Rekorde ist er der älteste Mann, der die Ocean’s Seven gemeistert hat.[16][17]
- Nominiert für den National Sports Award 2017 in der Kategorie Leistung im offenen Wasser.[18]
- WOWSA Mann des Jahres 2017.[19]
- WOWSA-Mann des Jahres 2019 für das gemeinsam mit Adam Skolnick geschriebene Buch „The Endless Journey“ („Travesía Interminable“).[20]